# Ange Postecoglou
Angelos „Ange“ Postecoglou (řecky Άγγελος Ποστέκογλου; * 27. srpna 1965, Athény, Řecko) je bývalý australský fotbalový obránce a později fotbalový trenér řeckého původu.
Vedl národní tým Austrálie na MS 2014 v Brazílii, kde jeho svěřenci skončili bez zisku jediného bodu na posledním čtvrtém místě v základní skupině B.
Na začátku roku 2015 dovedl Austrálii k triumfu na domácím Mistrovství Asie po finálové výhře 2:1 nad Jižní Koreou. Byl to historicky první titul Austrálie na asijském šampionátu.